# アジアパーク
アジアパークは、かつて熊本県荒尾市本井手1518番地に存在したテーマパークである。総合保養地域整備法（通称「リゾート法」）に基づいて開園したテーマパークの一つであり、同法の負の部分や、行政の甘い見通し、第三セクターによる安易な経営と、その破綻を象徴付けるテーマパークとされる。

## 開園
1990年（平成2年）12月12日、三井三池炭鉱閉山後の地域経済浮揚策として国、熊本県、民間企業37社が出資して荒尾市に第三セクター「アスク」が設立された。1993年（平成5年）6月に公募で選ばれたアジアパークに名称が決定し、運営会社であるアスクの商号も同名に改称した。7月21日に、三井グリーンランドに隣接する4.4ヘクタールの炭鉱住宅跡地に約44億円をかけて開園した。
テーマパークの目玉は、ミニチュアパークの中に設けられた全長460メートルの水路をボートで遊覧する「アジアクルーズ」（開園時は乗船料600円、団体は500円。後に400円に値下げ）で、水路の両岸に1/2から1/25スケールのタージ・マハルやアンコール・ワット、万里の長城など、アジア10ヶ国の遺跡や建築物、動物のミニチュアが並んでいた。さらに、アジア関連の飲食・物産店、イベントホールなどが並ぶ「アジアモール」（入場無料）が隣接しており、中国雑技団やアジア舞踊などのショーが開催された。イメージキャラクターは孔雀の「アピア」、イメージソング「アジアン・パラダイス」はタケカワユキヒデが作曲した。

## 営業の変遷
開園した1993年11月の財務資料では、開園6年目に単年度の黒字化、14年目に累積収支を黒字化する予定で、初年度こそは入場者は目標の111%の約57万人、アジアクルーズ乗船者数は33万5,667人と好調だったが、既に開業1年目で3億4,102万5,000円の損失を出していた。2年目には来場者約30万人、アジアクルーズ乗船者17万9,408人と1年目の半分以下に激減。年中無休だったがアジアクルーズは毎年1月と7月に数日間運休する上に、他のテーマパークと比べて施設内容が物足りないためリピーターの確保もできず、アジアモールに入店していたテナントの撤退も相次いだ。1996年（平成8年）には「セガ・ワールド」アジアパーク店やパブがオープンしたため入場者は約46万人に増加したが、アジアクルーズ乗船者は5万7,905人まで減少した。1998年（平成10年）に正規従業員を解雇し、アジアクルーズの水路を埋めてゴーカートである「アジアラリーゴーカート」のコースに改装。グリーンランドとのシャトルバスの運航が始まったが、入場者は約35万人の減少に転じた。その後も入場者の減少は止まらず、2000年（平成12年）に荒尾市から補助金が支出されなくなったため事業継続が困難となり、8月31日の臨時株主総会で会社解散及び清算人・監査役の選任について決議された。10月に約31億円の負債を抱えてアジアパークは閉鎖され、運営会社は解散した。

## 閉園後
その後、第三セクターアジアパークの清算により、荒尾市が1997年（平成9年）から2007年（平成19年）まで損失補償および補助金として16億6,930万円、平成10年度一般会計（当初）予算で補助金として1億635万4,000円の公金を投入したことに、住民が同社に出資した当時の荒尾市長に公金の返還を求める訴訟を起こしたが、2004年（平成16年）10月8日の熊本地方裁判所、2007年（平成19年）2月19日の福岡高等裁判所、同年9月21日の最高裁判所いずれの判決でも住民側が敗訴した。
閉園後、アジアモールがあった跡地の南半分はパチンコ店に約12億円で売却され、ベルエアMAX荒尾店の店舗と駐車場になった。北半分は木が生い茂る中にアトラクションのミニチュアが多く残り、廃墟の様相を呈していた。テレビ番組に取り上げられるなど廃墟マニアの間では有名スポットだったが、2018年（平成30年）頃から整地され、砂利を敷き詰めた広大な平地が広がっているだけである。